# نظریه‌های فلسفی احتمال
نظریه‌های فلسفی احتمال کتابی از دانلد گیلیز با ترجمهٔ محمدرضا مشکانی است که در سال ۱۳۸۶ منتشر و در مراسم کتاب سال جمهوری اسلامی ایران به‌عنوان کتاب برگزیده معرفی شد.